# Наріжна Арсенальна вежа
55°45′18″ пн. ш. 37°36′59″ сх. д. / 55.75512° пн. ш. 37.61646° сх. д.
Наріжна Арсенальна вежа (рос. Угловая Арсенальная башня, Большáя Арсенáльная, Собáкина) — найпівнічніша та наймасивніша вежа Московського Кремля. Побудована в 1492 році італійським архітектором П'єтро Антоніо Соларі. Вежа завершувала оборонну лінію з боку Красної площі і контролювала переправу через річку Неглинну до Торгу.
Наприкінці XVII століття споруда отримала архітектурне завершення у вигляді восьмигранного шатра з ажурним шатриком і флюгером. Має 16 граней і стіни товщиною 4 метри. Разом з іншими кремлівськими будівлями вежа постраждала під час Вітчизняної війни 1812 року, після чого була відновлена архітектором Йосипом Бове. Відтоді Наріжну Арсенальну вежу багато разів реставрували.

## Архітектура вежі
Підмурівком Наріжної Арсенальної вежі є 16-гранний корпус циліндричної форми з розтрубами. Вузькі площини граней не мали практичного застосування, проте робили зовнішній вигляд вежі стрункішим і підкреслювали її вертикальність.
Внизу циліндра розташовується білокам'яний цоколь і пояс. Товщина мурів нижнього об'єму досягає чотирьох метрів. У сучасній літературі іноді вказується 18 граней, однак це не підтверджується історичними кресленнями з архівів Музеїв Кремля. Верхня частина складається з двох ярусів — нижнього круглого і верхнього восьмигранного. Вежа обладнана спареними машикулями, закладеними наприкінці XVII століття, і прикрашена парапетом з ширинками. Зрізане шатро на кожній стороні має по два ряди вікон, декорованих колонами і фронтонами. Завершенням вежі служить восьмигранний шатрик, покритий черепицею і увінчаний коронкою, яблуком і флюгером. Кріпосна споруда має гладкі зовнішні стіни та напівциркульні вікна. Маючи потужний об'єм і чіткі лінії, вежа є витвором монументального мистецтва. Суворий зовнішній вигляд споруди підкреслює видимий контраст з багатьма елементами архітектурного ансамблю Кремля.

### Внутрішня будова
Простір нижнього об'єму вежі розділено надвоє сферичними склепіннями. У верхній частині споруди відсутні помости, що раніше розділяли її на яруси.

### Розміри
На початку XX століття історик Бартенєв зафіксував наступні розміри вежі: висота — 29 сажнів, число поверхів — п'ять, периметр основи — 24, висота нижньої частини — 15, висота верхньої частини — 14 сажнів. На 2018 рік висота Наріжної Арсенальної вежі становить 60,2 м.